# Maja Iven Ulstrup
Maja Iven Ulstrup (født 1987) er en dansk stemmeskuespiller (dubber), der lægger stemme til tegnefilm.
Hendes debutfilm var Den lille havfrue 2: Havets hemmelighed (2000), hvor hun lagde stemme til Ariels datter Melody. Hendes første tegnefilmserie var Shaman King (2001), hvor hun lavede diverse stemmer. Hun lagde stemme til Hermione Granger i de seks første Harry Potter-film, og til Violet Parr i De Utrolige (2004) og De Utrolige 2 (2018).

## Stemmeskuespiller
- Den lille havfrue 2: Havets hemmelighed (2000) - Melody
- Spy Kids (2001) - Carmen Cortez
- Shaman King (2001) - Øvrige stemmer
- Niels Neutron: Det lille geni (2001) - Zindy Vortex
- Lloyd i rummet (2001) - Øvrige stemmer
- Harry Potter og De Vises Sten (2001) - Hermione Granger
- Harry Potter og Hemmelighedernes Kammer (2002) - Hermione Granger
- Junglebogen 2 (2003) - Øvrige stemmer
- Harry Potter og Fangen fra Azkaban (2004) - Hermione Granger
- De Utrolige (2004) - Violet Parr
- Barbie: Fairytopia (2004) - Dandelion
- Mulan 2 (2004) - Sangstemme, "Jeg Vil Være Som Andre Piger"
- Zack og Codys Søde Hotelliv (2005) - Maddie Fitzpatrick
- Harry Potter og Flammernes Pokal (2005) - Hermione Granger
- Den amerikanske drage: Jake Long (2005) - Flere roller
- Avatar: Den sidste luftbetvinger (2005) - Flere roller
- Kejserens nye skole (2006) - Malina
- Hannah Montana (2006) - Flere roller
- Shrek den Tredje (2007) - Øvrige stemmer
- Magi på Waverly Place (2007) - Juliet Van Heusen
- Harry Potter og Fønixordenen (2007) - Hermione Granger
- Det søde liv til søs (2008) - Maddie Fitzpatrick
- Harry Potter og Halvblodsprinsen (2009) - Hermione Granger
- En Grimm Historie 2 (2010) - Snehvide
- My Little Pony: Venskab er ren magi (2011) - Rarity
- Jessie (2011) - Susan Channing
- Bien Maja (2012) - Øvrige medvirkende
- Monster High-serien
  - Monster High: 13 Ønsker (2013) - Twyla
  - Monster High: Freaky Fusion (2014) - Robecca Steam
  - Monster High: Kun For Spøgelser (2015) - Twyla
  - Monster high: Elektrisk (2017) - Twyla
- 7D (2014) - Hilda
- Elena fra Avalor (2016) - Flere roller
- Pokémon: Sol og Måne (2016) - Lillie
  - Pokémon: Sol og Måne – Ultraeventyr (2017) - Lillie
  - Pokémon: Sol og Måne – Ultralegender (2018) - Lillie
- Supermonstrene (2017) - Flere roller
- Spider-Man: Into the Spider-Verse (2018) - Peni Parker
- Familien Green I Storbyen (2018) - Tilly Green
- De Utrolige 2 (2018) - Violet Parr
- Dalmatinervej 101 (2018) - Flere roller
- Carmen Sandiego (2018) - Carmen Sandiego (som ung)
- Ja-Dag (2021) - Øvrige stemmer
- Tak og Jujukraften - Jeera
- Pound Puppies - Øvrige Stemmer
- Redakai - Øvrige Stemmer (med Eskimo Avenue)
- Sidekick - Kitty (med SDI Media)